# Międzynarodowy alfabet fonetyczny
Międzynarodowy alfabet fonetyczny (skrót MAF) – system alfabetyczny transkrypcji fonetycznej oparty w większości na alfabecie łacińskim. Został opracowany pod koniec XIX wieku przez Międzynarodowe Towarzystwo Fonetyczne jako ustandaryzowana reprezentacja dźwięków we wszystkich językach mówionych. MAF używany jest w leksykografii, przez nauczycieli i studentów języka obcego, językoznawców, logopedów, piosenkarzy, aktorów, twórców języków sztucznych oraz tłumaczy  .
Jest on szeroko stosowanym środkiem standaryzacji zapisu fonetycznego dla wszystkich języków świata. Większość znaków została zaczerpnięta wprost z alfabetu łacińskiego lub stworzona na jego podstawie, część pochodzi z alfabetu greckiego, a część została stworzona specjalnie na jego potrzeby.
MAF jest wynikiem wieloletniej pracy fonetyków zrzeszonych w Międzynarodowym Towarzystwie Fonetycznym, założonym w Paryżu w 1886 roku. Zarówno Towarzystwo, jak i stworzony przez nie alfabet znane są pod nazwą IPA (jest to skrótowiec od International Phonetic Association). W ciągu swego istnienia alfabet IPA był kilkakrotnie zmieniany. Znaczne modyfikacje wprowadzono w 1989 roku, po konferencji w Kilonii. Następne zmiany przyniósł rok 1993. Najnowsza wersja alfabetu została opublikowana w roku 2005.
Międzynarodowe Towarzystwo Fonetyczne zaleca, by transkrypcję fonetyczną umieszczać w nawiasach kwadratowych: „[]”. Z kolei transkrypcja fonemiczna powinna być umieszczana między ukośnikami: „/ /”.

## Samogłoski
Poniżej przedstawiono samogłoski kardynalne wpisane w tak zwany czworokąt samogłosek. Pokazuje on względną wysokość i tylność (ang. backness) samogłosek, nie jest jednak w stanie pokazać ich zaokrąglenia. Dlatego na poniższym rysunku przyjęto konwencję, że gdy symbole występują w parach, symbol z prawej strony oznacza samogłoskę zaokrągloną, natomiast symbol z lewej strony samogłoskę niezaokrągloną.
|                                                                                   |                                                                                         |                                                                                         |                                                                                         |                                                                                         |                                                                                         |
|                                                                                   | Przednie                                                                                | Przednie scentr.                                                                        | Centralne                                                                               | Tylne scentr.                                                                           | Tylne                                                                                   |
| Przymknięte                                                                       | \| i • y ɨ • ʉ ɯ • u ɪ • ʏ • ʊ e • ø ɘ • ɵ ɤ • o ə ɛ • œ ɜ • ɞ ʌ • ɔ æ ɐ a • ɶ ɑ • ɒ \| | \| i • y ɨ • ʉ ɯ • u ɪ • ʏ • ʊ e • ø ɘ • ɵ ɤ • o ə ɛ • œ ɜ • ɞ ʌ • ɔ æ ɐ a • ɶ ɑ • ɒ \| | \| i • y ɨ • ʉ ɯ • u ɪ • ʏ • ʊ e • ø ɘ • ɵ ɤ • o ə ɛ • œ ɜ • ɞ ʌ • ɔ æ ɐ a • ɶ ɑ • ɒ \| | \| i • y ɨ • ʉ ɯ • u ɪ • ʏ • ʊ e • ø ɘ • ɵ ɤ • o ə ɛ • œ ɜ • ɞ ʌ • ɔ æ ɐ a • ɶ ɑ • ɒ \| | \| i • y ɨ • ʉ ɯ • u ɪ • ʏ • ʊ e • ø ɘ • ɵ ɤ • o ə ɛ • œ ɜ • ɞ ʌ • ɔ æ ɐ a • ɶ ɑ • ɒ \| |
| Prawie przymknięte                                                                | \| i • y ɨ • ʉ ɯ • u ɪ • ʏ • ʊ e • ø ɘ • ɵ ɤ • o ə ɛ • œ ɜ • ɞ ʌ • ɔ æ ɐ a • ɶ ɑ • ɒ \| | \| i • y ɨ • ʉ ɯ • u ɪ • ʏ • ʊ e • ø ɘ • ɵ ɤ • o ə ɛ • œ ɜ • ɞ ʌ • ɔ æ ɐ a • ɶ ɑ • ɒ \| | \| i • y ɨ • ʉ ɯ • u ɪ • ʏ • ʊ e • ø ɘ • ɵ ɤ • o ə ɛ • œ ɜ • ɞ ʌ • ɔ æ ɐ a • ɶ ɑ • ɒ \| | \| i • y ɨ • ʉ ɯ • u ɪ • ʏ • ʊ e • ø ɘ • ɵ ɤ • o ə ɛ • œ ɜ • ɞ ʌ • ɔ æ ɐ a • ɶ ɑ • ɒ \| | \| i • y ɨ • ʉ ɯ • u ɪ • ʏ • ʊ e • ø ɘ • ɵ ɤ • o ə ɛ • œ ɜ • ɞ ʌ • ɔ æ ɐ a • ɶ ɑ • ɒ \| |
| Półprzymknięte                                                                    | \| i • y ɨ • ʉ ɯ • u ɪ • ʏ • ʊ e • ø ɘ • ɵ ɤ • o ə ɛ • œ ɜ • ɞ ʌ • ɔ æ ɐ a • ɶ ɑ • ɒ \| | \| i • y ɨ • ʉ ɯ • u ɪ • ʏ • ʊ e • ø ɘ • ɵ ɤ • o ə ɛ • œ ɜ • ɞ ʌ • ɔ æ ɐ a • ɶ ɑ • ɒ \| | \| i • y ɨ • ʉ ɯ • u ɪ • ʏ • ʊ e • ø ɘ • ɵ ɤ • o ə ɛ • œ ɜ • ɞ ʌ • ɔ æ ɐ a • ɶ ɑ • ɒ \| | \| i • y ɨ • ʉ ɯ • u ɪ • ʏ • ʊ e • ø ɘ • ɵ ɤ • o ə ɛ • œ ɜ • ɞ ʌ • ɔ æ ɐ a • ɶ ɑ • ɒ \| | \| i • y ɨ • ʉ ɯ • u ɪ • ʏ • ʊ e • ø ɘ • ɵ ɤ • o ə ɛ • œ ɜ • ɞ ʌ • ɔ æ ɐ a • ɶ ɑ • ɒ \| |
| Średnie                                                                           | \| i • y ɨ • ʉ ɯ • u ɪ • ʏ • ʊ e • ø ɘ • ɵ ɤ • o ə ɛ • œ ɜ • ɞ ʌ • ɔ æ ɐ a • ɶ ɑ • ɒ \| | \| i • y ɨ • ʉ ɯ • u ɪ • ʏ • ʊ e • ø ɘ • ɵ ɤ • o ə ɛ • œ ɜ • ɞ ʌ • ɔ æ ɐ a • ɶ ɑ • ɒ \| | \| i • y ɨ • ʉ ɯ • u ɪ • ʏ • ʊ e • ø ɘ • ɵ ɤ • o ə ɛ • œ ɜ • ɞ ʌ • ɔ æ ɐ a • ɶ ɑ • ɒ \| | \| i • y ɨ • ʉ ɯ • u ɪ • ʏ • ʊ e • ø ɘ • ɵ ɤ • o ə ɛ • œ ɜ • ɞ ʌ • ɔ æ ɐ a • ɶ ɑ • ɒ \| | \| i • y ɨ • ʉ ɯ • u ɪ • ʏ • ʊ e • ø ɘ • ɵ ɤ • o ə ɛ • œ ɜ • ɞ ʌ • ɔ æ ɐ a • ɶ ɑ • ɒ \| |
| Półotwarte                                                                        | \| i • y ɨ • ʉ ɯ • u ɪ • ʏ • ʊ e • ø ɘ • ɵ ɤ • o ə ɛ • œ ɜ • ɞ ʌ • ɔ æ ɐ a • ɶ ɑ • ɒ \| | \| i • y ɨ • ʉ ɯ • u ɪ • ʏ • ʊ e • ø ɘ • ɵ ɤ • o ə ɛ • œ ɜ • ɞ ʌ • ɔ æ ɐ a • ɶ ɑ • ɒ \| | \| i • y ɨ • ʉ ɯ • u ɪ • ʏ • ʊ e • ø ɘ • ɵ ɤ • o ə ɛ • œ ɜ • ɞ ʌ • ɔ æ ɐ a • ɶ ɑ • ɒ \| | \| i • y ɨ • ʉ ɯ • u ɪ • ʏ • ʊ e • ø ɘ • ɵ ɤ • o ə ɛ • œ ɜ • ɞ ʌ • ɔ æ ɐ a • ɶ ɑ • ɒ \| | \| i • y ɨ • ʉ ɯ • u ɪ • ʏ • ʊ e • ø ɘ • ɵ ɤ • o ə ɛ • œ ɜ • ɞ ʌ • ɔ æ ɐ a • ɶ ɑ • ɒ \| |
| Prawie otwarte                                                                    | \| i • y ɨ • ʉ ɯ • u ɪ • ʏ • ʊ e • ø ɘ • ɵ ɤ • o ə ɛ • œ ɜ • ɞ ʌ • ɔ æ ɐ a • ɶ ɑ • ɒ \| | \| i • y ɨ • ʉ ɯ • u ɪ • ʏ • ʊ e • ø ɘ • ɵ ɤ • o ə ɛ • œ ɜ • ɞ ʌ • ɔ æ ɐ a • ɶ ɑ • ɒ \| | \| i • y ɨ • ʉ ɯ • u ɪ • ʏ • ʊ e • ø ɘ • ɵ ɤ • o ə ɛ • œ ɜ • ɞ ʌ • ɔ æ ɐ a • ɶ ɑ • ɒ \| | \| i • y ɨ • ʉ ɯ • u ɪ • ʏ • ʊ e • ø ɘ • ɵ ɤ • o ə ɛ • œ ɜ • ɞ ʌ • ɔ æ ɐ a • ɶ ɑ • ɒ \| | \| i • y ɨ • ʉ ɯ • u ɪ • ʏ • ʊ e • ø ɘ • ɵ ɤ • o ə ɛ • œ ɜ • ɞ ʌ • ɔ æ ɐ a • ɶ ɑ • ɒ \| |
| Otwarte                                                                           | \| i • y ɨ • ʉ ɯ • u ɪ • ʏ • ʊ e • ø ɘ • ɵ ɤ • o ə ɛ • œ ɜ • ɞ ʌ • ɔ æ ɐ a • ɶ ɑ • ɒ \| | \| i • y ɨ • ʉ ɯ • u ɪ • ʏ • ʊ e • ø ɘ • ɵ ɤ • o ə ɛ • œ ɜ • ɞ ʌ • ɔ æ ɐ a • ɶ ɑ • ɒ \| | \| i • y ɨ • ʉ ɯ • u ɪ • ʏ • ʊ e • ø ɘ • ɵ ɤ • o ə ɛ • œ ɜ • ɞ ʌ • ɔ æ ɐ a • ɶ ɑ • ɒ \| | \| i • y ɨ • ʉ ɯ • u ɪ • ʏ • ʊ e • ø ɘ • ɵ ɤ • o ə ɛ • œ ɜ • ɞ ʌ • ɔ æ ɐ a • ɶ ɑ • ɒ \| | \| i • y ɨ • ʉ ɯ • u ɪ • ʏ • ʊ e • ø ɘ • ɵ ɤ • o ə ɛ • œ ɜ • ɞ ʌ • ɔ æ ɐ a • ɶ ɑ • ɒ \| |
| i • y ɨ • ʉ ɯ • u ɪ • ʏ • ʊ e • ø ɘ • ɵ ɤ • o ə ɛ • œ ɜ • ɞ ʌ • ɔ æ ɐ a • ɶ ɑ • ɒ |                                                                                         |                                                                                         |                                                                                         |                                                                                         |                                                                                         |

## Spółgłoski płucne

### Pojedyncza artykulacja[15]
Podział w kolumnach według miejsca artykulacji; w rzędach według sposobu artykulacji. Spółgłoski umieszczone po lewej stronie komórek tabeli są bezdźwięczne, po prawej – dźwięczne.
|                     | Dwu- wargowe | War- gowo- zębowe | Zębowe | Dzią- słowe | Zadzią- słowe | Retro- fleksyjne | Podnie- bienne | Miękko- podnie- bienne | Języcz- kowe | Języcz- kowe | Gar- dłowe | Gar- dłowe | Nagło- śniowe | Nagło- śniowe | Krta- niowe | Krta- niowe |
| Nosowe              | m̥ m          | ɱ                 | n̥ n    | n̥ n         | n̥ n           | ɳ̊ ɳ              | ɲ̊ ɲ            | ŋ̊ ŋ                    | ɴ            | ɴ            |            |            |               |               |             |             |
| Zwarte              | p b          | p̪ b̪               | t d    | t d         | t d           | ʈ ɖ              | c ɟ            | k ɡ                    | q ɢ          | q ɢ          |            |            | ʡ             | ʡ             | ʔ           |             |
| Szczelinowe         | ɸ β          | f v               | θ ð    | s z         | ʃ ʒ           | ʂ ʐ              | ç ʝ            | x ɣ                    | χ            | ʁ            | ħ          | ʕ          | ʜ             | ʢ             | h ɦ         | h ɦ         |
| Aproksymanty        | β̞            | ʋ̥ ʋ               | ɹ̥ ɹ    | ɹ̥ ɹ         | ɹ̥ ɹ           | ɻ̊ ɻ              | j̊ j            | ɰ̊ ɰ                    |              | ʁ            |            | ʕ          |               | ʢ             | ʔ̞           | ʔ̞           |
| Drżące              | ʙ̥ ʙ          |                   | r̥ r    | r̥ r         | r̥ r           | ɽ̊r̥ ɽr            |                |                        | ʀ̥ ʀ          | ʀ̥ ʀ          |            |            | я*            | я*            |             |             |
| Uderzeniowe         | ⱱ̟            | ⱱ                 | ɾ̥ ɾ    | ɾ̥ ɾ         | ɾ̥ ɾ           | ɽ̊ ɽ              |                |                        | ɢ̆            | ɢ̆            |            |            | ʡ̯             | ʡ̯             |             |             |
| Boczne szczelinowe  |              |                   | ɬ ɮ    | ɬ ɮ         | ɬ ɮ           | ɭ̊˔ ɭ˔            | ʎ̝̊ ʎ̝            | ʟ̝̊ ʟ̝                    |              |              |            |            |               |               |             |             |
| Boczne aproksymanty |              |                   | l̥ l    | l̥ l         | l̥ l           | ɭ̊ ɭ              | ʎ̥ ʎ            | ʟ̥ ʟ                    | ʟ̠            | ʟ̠            |            |            |               |               |             |             |
| Boczne uderzeniowe  |              |                   | ɺ      | ɺ           | ɺ             | ɭ̆                | ʎ̆              | ʟ̆                      |              |              |            |            |               |               |             |             |

Uwagi:
- Obszary zaznaczone kolorem szarym oznaczają dźwięki uważane za niemożliwe do wyartykułowania.

### Koartykulacja[16]
| ʍ | Półotwarta wargowo-miękkopodniebienna bezdźwięczna      |
| w | Półotwarta wargowo-miękkopodniebienna                   |
| ɥ | Półotwarta wargowo-podniebienna                         |
| ɕ | Szczelinowa dziąsłowo-podniebienna bezdźwięczna         |
| ʑ | Szczelinowa dziąsłowo-podniebienna dźwięczna            |
| ɧ | Szczelinowa zadziąsłowo-miękkopodniebienna bezdźwięczna |
| ɫ | Półotwarta boczna zębowa welaryzowana                   |

## Spółgłoski niepłucne[17]
| Mlaski | Mlaski                                    | Iniektywne | Iniektywne         | Ejektywne | Ejektywne             |
| ------ | ----------------------------------------- | ---------- | ------------------ | --------- | --------------------- |
| ʘ      | Dwuwargowy                                | ɓ          | Dwuwargowa         | ʼ         | Na przykład:          |
| ǀ      | Laminalny dziąsłowy („zębowy”)            | ɗ          | Dziąsłowa          | pʼ        | Dwuwargowa            |
| ǃ      | Apikalny (za)dziąsłowy („retrofleksyjny”) | ʄ          | Podniebienna       | tʼ        | Dziąsłowa             |
| ǂ      | Laminalny zadziąsłowy („podniebienny”)    | ɠ          | Miękkopodniebienna | kʼ        | Miękkopodniebienna    |
| ǁ      | Boczny dziąsłowy („lateralny”)            | ʛ          | Języczkowa         | sʼ        | Szczelinowa dziąsłowa |

## Afrykaty i spółgłoski podwójnie artykułowane
Spółgłoski zwarto-szczelinowe (afrykaty) oraz spółgłoski z podwójną artykulacją są w IPA reprezentowane przez dwa znaki połączone łuczkiem. Alternatywnie, dla niektórych afrykat można użyć jednego znaku – ligatury.
| Łączenie | Ligatura | Opis                                           |
| -------- | -------- | ---------------------------------------------- |
| t͡s       | ʦ        | afrykata dziąsłowa bezdźwięczna                |
| d͡z       | ʣ        | afrykata dziąsłowa dźwięczna                   |
| t͡ʃ       | ʧ        | afrykata zadziąsłowa bezdźwięczna              |
| d͡ʒ       | ʤ        | afrykata zadziąsłowa dźwięczna                 |
| t͡ɕ       | ʨ        | afrykata dziąsłowo-podniebienna bezdźwięczna   |
| d͡ʑ       | ʥ        | afrykata dziąsłowo-podniebienna dźwięczna      |
| t͡ɬ       | ƛ        | afrykata boczna dziąsłowa bezdźwięczna         |
| k͡p       | ĸ        | zwarta wargowo-miękkopodniebienna bezdźwięczna |
| ɡ͡b       | ɂ        | zwarta wargowo-miękkopodniebienna dźwięczna    |
| ŋ͡m       | ȣ        | nosowa wargowo-miękkopodniebienna              |

## Jednostki suprasegmentalne[18]
| ˈ | Akcent główny                           |
| ˌ | Akcent poboczny                         |
| ː | Długość (samogłoska długa lub geminata) |
| ˑ | Półdługość                              |
| ˘ | Dodatkowa krótkość                      |
| . | Podział sylabowy                        |
| ‿ | Połączenie międzywyrazowe               |

### Intonacja
| \| | Pauza krótsza       |
| ‖  | Pauza dłuższa       |
| ↗  | Intonacja wznosząca |
| ↘  | Intonacja opadająca |

### Tony[19]
Do oznaczania tonów w IPA można używać znaków diakrytycznych albo specjalnych liter tonalnych.
| e̋ albo ˥ | Bardzo wysoki           |
| é albo ˦ | Wysoki                  |
| ē albo ˧ | Średni                  |
| è albo ˨ | Niski                   |
| ȅ albo ˩ | Bardzo niski            |
| ě        | Wznoszący               |
| ê        | Opadający               |
| ↓e       | Przesunięcie zstępujące |
| ↑e       | Przesunięcie wstępujące |

## Znaki diakrytyczne[20]
Diakrytyki to małe znaczki umieszczone obok, pod lub nad symbolami IPA, aby pokazać dokładną wymowę. „Pod-diakrytyki” (znaczki normalnie umieszczane poniżej symbolu IPA) mogą być umieszczane nad znakiem mającym descender (potocznie nazywany ogonem), t. j. ŋ̊.
„Bezkropkowe” i, <ı>, jest używane, kiedy kropka interferowałaby z diakrytykami. Inne symbole IPA mogą występować jako diakrytyki, aby przedstawić fonetyczne szczegóły: tˢ (fricative release), bʱ (dysząco dźwięczny), ˀa (preglottalizacja), ᵊ (epentetyczna szwa), oʊ (dyftongizacja). Bardziej zaawansowane diakrytyki pojawiły się w Rozszerzonym IPA dla dokładniejszego zapisania wymowy.
| Diakrytyki sylabiczności     | Diakrytyki sylabiczności                                      | Diakrytyki sylabiczności                                      | Diakrytyki sylabiczności                                      |
| ---------------------------- | ------------------------------------------------------------- | ------------------------------------------------------------- | ------------------------------------------------------------- |
| ɹ̩ n̩                          | Zgłoskotwórcze                                                | e̯ ʊ̯                                                           | Niezgłoskotwórcze                                             |
| Consonant-release diacritics |                                                               |                                                               |                                                               |
| tʰ dʰ                        | Przydecha                                                     | d̚                                                             | Bez plozji (spółgłoska zatrzymana)                            |
| dⁿ                           | Plozja nosowa                                                 | dˡ                                                            | Plozja boczna                                                 |
| Diakrytyki dźwięczności      |                                                               |                                                               |                                                               |
| n̥ d̥                          | Bezdźwięczne                                                  | s̬ t̬                                                           | Dźwięczne                                                     |
| b̤ a̤                          | Dysząco dźwięczneb                                            | b̰ a̰                                                           | Skrzypiąco dźwięczne                                          |
| Diakrytyki artykulacji       |                                                               |                                                               |                                                               |
| t̪ d̪                          | Zębowe                                                        | t̼ d̼                                                           | Językowo-wargowe                                              |
| t̺ d̺                          | Apikalne                                                      | t̻ d̻                                                           | Laminalne                                                     |
| u̟ t̟                          | Wysunięte do przodu                                           | i̠ t̠                                                           | Wysunięte do tyłu                                             |
| ë ä                          | Centralizacja                                                 | e̽ ɯ̽                                                           | zbliżenie do szwy                                             |
| e̝ ɹ̝ ˔                        | Podwyższenie (ɹ̝ = Spółgłoska szczelinowa dziąsłowa dźwięczna) | Podwyższenie (ɹ̝ = Spółgłoska szczelinowa dziąsłowa dźwięczna) | Podwyższenie (ɹ̝ = Spółgłoska szczelinowa dziąsłowa dźwięczna) |
| e̞ β̞ ˕                        | Obniżenie (β̞ = spółgłoska półotwarta dwuwargowa)              | Obniżenie (β̞ = spółgłoska półotwarta dwuwargowa)              | Obniżenie (β̞ = spółgłoska półotwarta dwuwargowa)              |
| Diakrytyki koartykulacji     |                                                               |                                                               |                                                               |
| ɔ̹ x̹                          | Mniej zaokrąglone                                             | ɔ̜ x̜ʷ                                                          | Bardziej zaokrąglone                                          |
| tʷ dʷ                        | Labializowane                                                 | tʲ dʲ                                                         | Palatalizowane                                                |
| tˠ dˠ                        | Welaryzowane                                                  | tˁ dˁ                                                         | Faryngalizowane                                               |
| ɫ z̴                          | Welaryzowane lub faryngalizowane                              | Welaryzowane lub faryngalizowane                              | Welaryzowane lub faryngalizowane                              |
| e̘ o̘                          | Uniesiony korzeń języka                                       | e̙ o̙                                                           | Obniżony korzeń języka                                        |
| ẽ z̃                          | Nosowe                                                        | ɚ ɝ                                                           | Rotacyzacja                                                   |

Uwagi
a Aspiracja spółgłosek dźwięcznych również jest dźwięczna. Wielu lingwistów woli jeden z diakrytyków przeznaczonych do dyszącej dźwięczności.
b Niektórzy lingwiści stosują ten symbol dyszącej dźwięczności tylko do sonorantów i transkrybują obstruenty jako bʱ.
Stan głośni może być dokładnie oddany za pomocą diakrytyków. Seria spółgłosek przedniojęzykowych zwartych od otwartej do zamkniętej głośni to (zobacz dźwięczność):
| [t]  | bezdźwięczna      | [d̤] | dysząco dźwięczna    |
| [d̥]  | luźno dźwięczna   | [d] | „zwykła” dźwięczna   |
| [d̬]  | sztywno dźwięczna | [d̰] | skrzypiąco dźwięczna |
| [ʔt͡] | glottalizacja     |     |                      |

## Powiązanie z fonetyką polską
Orientacyjne odniesienie głosek polskiej wymowy i w konsekwencji liter polskiego alfabetu do alfabetu IPA znajduje się w dodatku do polskiego wikisłownika – odsyłacz jest podany obok z prawej strony.